# Pseudophacopteron verrucifrons
Pseudophacopteron verrucifrons är en insektsart som beskrevs av Burckhardt och Van Harten 2006. Pseudophacopteron verrucifrons ingår i släktet Pseudophacopteron och familjen Phacopteronidae. Inga underarter finns listade i Catalogue of Life.